# Biệt thự đá ở Banská Bystrica
Biệt thự đá ở Banská Bystrica (tiếng Slovakia: Kamenná vila v Banská Bystrica) là một biệt thự được thiết kế theo trường phái Tân nghệ thuật, tọa lạc ở số 69 phố Horná, thành phố Banská Bystrica, vùng Banská Bystrica, Slovakia. Hiện tại, tòa nhà này được sử dụng làm trụ sở của một chi nhánh của Ngân hàng thương mại Tiệp Khắc (ČSOB). Biệt thự đá đã được ghi danh vào Danh sách Di tích Trung ương theo quyết định của Bộ Văn hóa Cộng hòa Slovakia.

## Lịch sử
Biệt thự đá ở Banská Bystrica được Leopold Munels xây dựng vào năm 1920. Một cuộc thi kiến trúc với mục đích tìm ra người thích hợp đảm nhận việc tái tạo lại tòa nhà ban đầu đã diễn ra vào năm 1995. Tác giả của đề án chiến thắng là Branislav Somora. Hai năm sau, công cuộc tái tạo bắt đầu được thực hiện.

## Miêu tả
Tầng một của tòa nhà là các khu vực dành cho nhân viên làm việc, chứa két sắt và khu vực phục vụ nhanh. Tầng hai của tòa nhà là có thể tiếp cận bằng cầu thang bên ngoài. Các tầng khác được dùng để phục vụ công tác điều hành của chi nhánh ngân hàng, có sân thượng cây xanh nhìn từ phòng họp.